# Wallfahrtskirche Maria Hollenstein

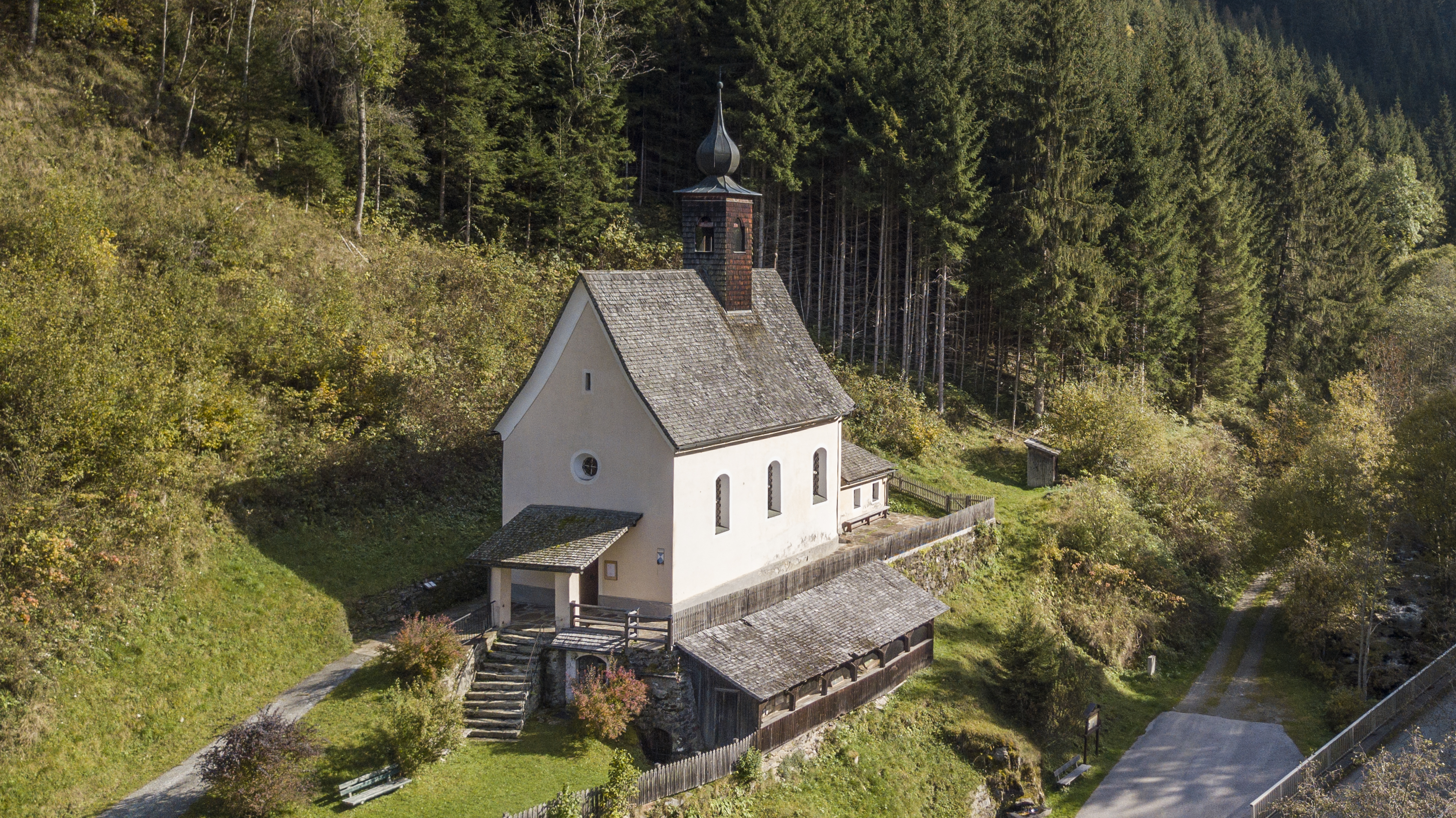
Katholische Wallfahrtskirche Maria Hollenstein in Ramingstein

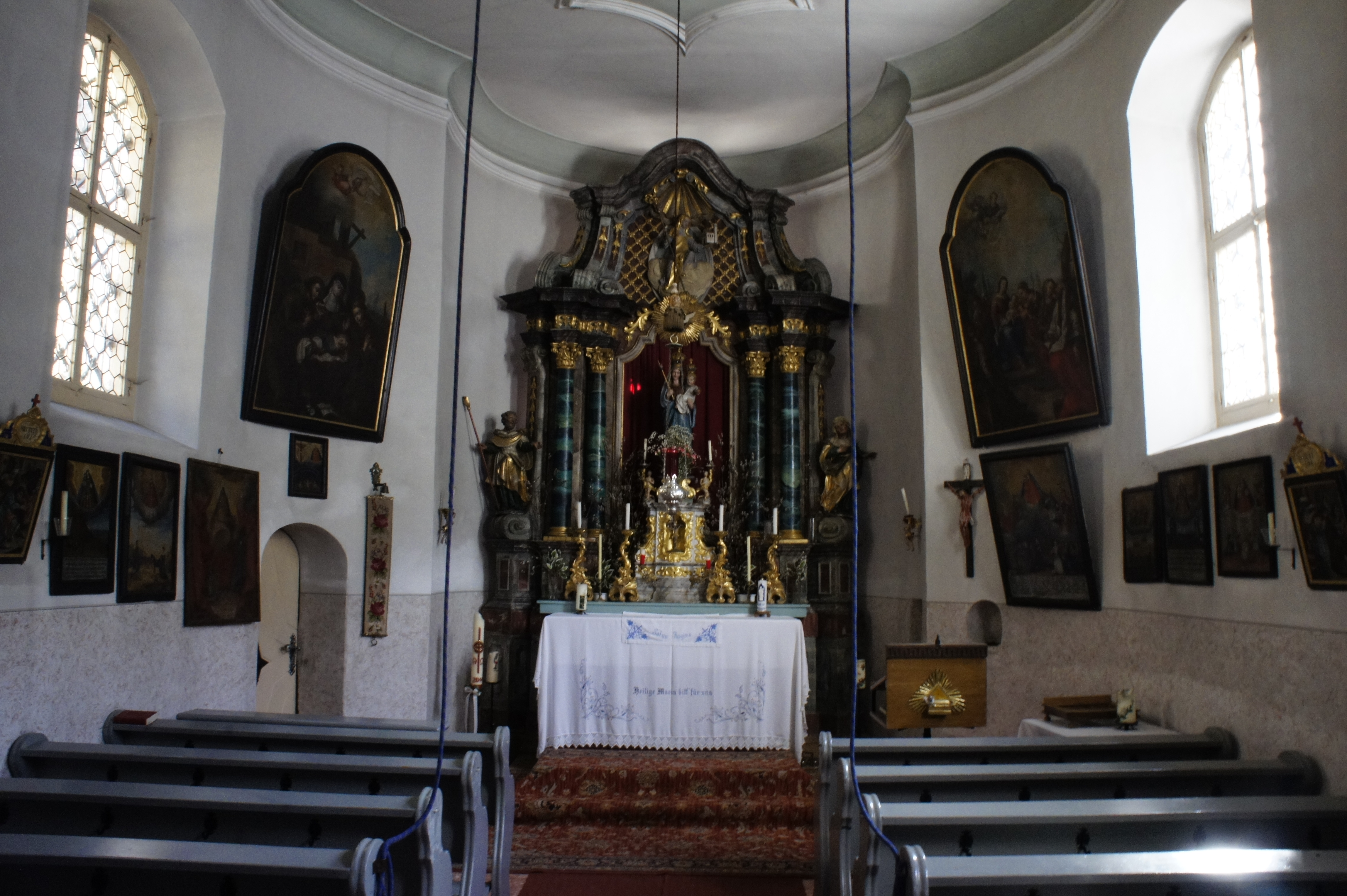
Langhaus, Blick zum Chor

Die römisch-katholische Wallfahrtskirche Maria Hollenstein steht im Mühlbachgraben südlich von Kendlbruck in der Gemeinde Ramingstein im Bezirk Tamsweg im Land Salzburg. Die dem Patrozinium Unsere Liebe Frau Mariä Heimsuchung unterstellte Filialkirche gehört zum Dekanat Tamsweg in der Erzdiözese Salzburg. Die Kirche steht unter Denkmalschutz (Listeneintrag).

## Geschichte
Urkundlich wurde 1714 eine Kirche genannt. 1748 erfolgte ein Neubau. Die Kirche wurde 1953 erweitert.

## Architektur
Die im Kern barocke kleine Wallfahrtskirche zeigt eine Nordfront mit einem Rechteckportal und einen offenen Vorbau unter einem Pultdach sowie einen steilen Dreieckgiebel mit einem ovalen Fenster. Das Langhaus hat östlich und westlich Segmentbogenfenster. Das südliche barocke Langhaus zeigt abgerundete Ecken. Beim halbkreisförmigen südlichen barocken Chor schließt südlich ein barocker Sakristeianbau an. Auf dem Satteldach des Langhauses befindet sich ein Dachreiter mit einer Zwiebelhaube, alle Dächer sind mit Holzschindeln gedeckt.
Das Kircheninnere zeigt ein Langhaus unter einer Flachdecke mit einem Stuckspiegel und einem umlaufenden Gesims mit einer Hohlkehle. Es gibt eine nördliche Empore.
Etwas abgesetzt unterhalb der Kirche befindet sich die Ursprungskapelle mit einer kreuzgratgewölbten Nische.

## Einrichtung
Der Hochaltar, rückseitig mit 1742 Tischler Gugg bezeichnet, wurde als ehemaliger Hochaltar der Filialkirche Weißpriach hierher übertragen. Er trägt einen rocaillenverzierten Tabernakel aus dem dritten Viertel des 18. Jahrhunderts sowie Figuren, mittig Maria mit Kind, links hl. Joachim und rechts hl. Anna, und im Auszug den hl. Erentrudis.
Es gibt zwei Bilder, Mariä Verkündigung aus dem 18. Jahrhundert und hl. Maria und die Rosenkranzgeheimnisse aus der zweiten Hälfte des 18. Jahrhunderts. 15 Stationsbilder entstanden im 19. Jahrhundert. Das Weihwasserbecken nennt 1748. Es gibt zahlreiche Votivbilder zum Teil aus der Mitte des 18. Jahrhunderts.